# Islamorada
Islamorada, vollständig Islamorada, Village of Islands, ist eine Gemeinde im Monroe County im US-Bundesstaat Florida mit 7.107 Einwohnern (Stand: 2020).

## Geographie
Die Gemeinde auf den Florida Keys hat eine Ausdehnung von 28 km Länge. Zu ihr zählen die Inseln Tea Table Key, Lower Matecumbe Key, Upper Matecumbe Key, Windley Key und Plantation Key.
Im Nordosten grenzt Islamorada an Tavernier und im Südwesten an die Stadt Layton. Key West und Miami liegen jeweils etwa 110 km entfernt.

## Name
Als Namensbedeutung wird, in wörtlicher Übersetzung aus dem Spanischen, oft Violette Insel angegeben. Der amerikanische Historiker Irving R. Eyster führt den Namen auf einen früher in Plantation Key anlandenden Transportschoner namens Island Home (Insel-Heim, span. Isla morada) zurück.
Die Gemeinde Islamorada trägt den Beinamen Village of Islands (Dorf der Inseln). Darüber hinaus bezeichnet sich die Gemeinde als Fishing Capitol of the World (Welthauptstadt des Angelns).

## Geschichte
Auf der Insel Plantation Key in Muschelhaufen (shell midden) gefundene Artefakte belegen eine Besiedlung durch indigene Amerikaner seit mindestens dem 6. Jahrhundert; Irving R. Eyster gibt eine zwei- bis dreitausendjährige indianische Besiedlungsdauer an.
1733 strandete während eines Hurrikans eine spanische Silberflotte auf den Riffs der Inselgruppe. Seit Mitte des 19. Jahrhunderts siedelten Familien von den Bahamas und aus Neuengland auf den Inseln und bauten Kokospalmen und Grapefruit an, die nach Baltimore und New York City verschifft wurden.
1907 entstand auf Upper Matecumbe Key die Siedlung Townsite of Isla Morada. 1908 wurde das erste Islamorada Post Office eröffnet. Der Name Islamorada übertrug sich allmählich auf die gesamte Insel.
Zwischen 1906 und 1907 entstand durch Erdaufschüttungen beim Bau der Overseas Railroad aus zwei getrennten Inseln namens Umbrella Keys die heutige Insel Windley Key. Ab 1912 verband die Overseas Railroad die Inselgruppe mit Key West und Florida. Am 2. September 1935 ereignete sich während des Labor-Day-Hurrikans der verheerende Eisenbahnunfall von Islamorada. Auf dem zerstörten Gleisbett wurde ein Highway gebaut, der ab 1938 die Inseln wieder direkt mit dem Festland und Key West verband.
Die Gemeinde Islamorada wurde am 4. November 1997 gegründet.

## Demographische Daten
1870 lebten 77 Menschen auf dem heutigen Gebiet der Gemeinde. 2010 waren es 6119 Einwohner. Laut der Volkszählung 2010 verteilten sich diese auf 5692 Haushalte. Die Bevölkerungsdichte lag bei 332,6 Einw./km². 96,5 % der Bevölkerung bezeichneten sich als Weiße, 0,7 % als Afroamerikaner, 0,4 % als Indianer und 0,6 % als Asian Americans. 0,8 % gaben die Angehörigkeit zu einer anderen Ethnie und 1,0 % zu mehreren Ethnien an. 9,6 % der Bevölkerung bestand aus Hispanics oder Latinos.
Im Jahr 2010 lebten in 18,6 % aller Haushalte Kinder unter 18 Jahren sowie 33,2 % aller Haushalte Personen mit mindestens 65 Jahren. 58,0 % der Haushalte waren Familienhaushalte (bestehend aus verheirateten Paaren mit oder ohne Nachkommen bzw. einem Elternteil mit Nachkomme). Die durchschnittliche Größe eines Haushalts lag bei 2,07 Personen und die durchschnittliche Familiengröße bei 2,57 Personen.
15,5 % der Bevölkerung waren jünger als 20 Jahre, 14,7 % waren 20 bis 39 Jahre alt, 37,4 % waren 40 bis 59 Jahre alt und 32,5 % waren mindestens 60 Jahre alt. Das mittlere Alter betrug 52 Jahre. 51,8 % der Bevölkerung waren männlich und 48,2 % weiblich.
Das durchschnittliche Jahreseinkommen lag bei 66.708 $, dabei lebten 13,7 % der Bevölkerung unter der Armutsgrenze.
Im Jahr 2000 war Englisch die Muttersprache von 93,28 % der Bevölkerung, spanisch sprachen 5,39 % und 1,32 % hatten eine andere Muttersprache.

## Sehenswürdigkeiten
Auf Windley Key entstand 1946 der Meeres-Themenpark Theater of the Sea. Im San Pedro Underwater Park liegt noch eine der 1733 gesunkenen spanischen Galeonen. Nahe Islamorada befindet sich der Windley Key Fossil Reef Geological State Park, in dem fossile Korallen sowie Steinbruchmaschinen vom Bau der Overseas Railroad gezeigt werden.
Folgende Objekte sind im National Register of Historic Places gelistet:
| - Chavez Shipwreck Site - Florida Keys Memorial - Herrera Shipwreck Site - LaBranche Fishing Camp - Lignumvitae Key Archeological and Historical District | - San Felipe Shipwreck Site - San Pedro Shipwreck Site - Tres Puentes Shipwreck Site - USS Alligator - Alligator Reef Light |

Alle Schiffswracks sind Teil der 1733 Spanish Plate Fleet Shipwrecks Multiple Property Submission (MPS).

## Verkehr
Durch Islamorada führt der Overseas Highway (U.S. 1/SR A1A/SR 5). Islamorada ist in das Bussystem vom Miami-Dade County eingebunden.

## Rezeption
Islamorada ist der Handlungsort der Fernsehserie Bloodline.